# Braniteljsko domoljubna stranka Hrvatske (BDSH)
Braniteljsko domoljubna stranka Hrvatske (BDSH) je hrvatska politička stranka demokršćanske orijentacije. 

## Politički i kadrovski profil
Stranka je osnovana 21. lipnja 2014. godine na izbornoj skupštini u Zagrebu a njezini utemeljitelji su veterani Domovinskog obrambenog rata iz redova MUP-a Specijalne policije i djelom temeljne policije, Hrvatskih obrambenih snaga (HOS) i Zbora narodne garde (ZNG). Stranka je upisana u registar političkih stranaka pod brojem 273. Predsjednik stranke je Darko Oreč.

## Slogan stranke
Za Hrvatsku uvijek!